# Kick-Ass 2
Kick-Ass 2 é um filme de comédia de ação anglo-americano de 2013 dirigido e escrito por Jeff Wadlow e co-produzido por Matthew Vaughn (diretor do primeiro filme, lançado em 2010). Ambas as produções foram baseadas na história em quadrinhos homônima.
As filmagens começaram em setembro de 2012 e foram concluídas em 23 de novembro de 2012. O filme foi lançado em 16 de agosto de 2013 nos Estados Unidos, em 14 de agosto de 2013 no Reino Unido e 18 de outubro de 2013 no Brasil.

## Sinopse
Dave Lizewski, entediado depois de ter abandonado a luta contra o crime como Kick-Ass, resolve voltar a ação e pede para treinar com Mindy Macready (a "Hit-Girl"). Já seu inimigo Red Mist fica no controle da imensa fortuna da família. Ele resolve se tornar o primeiro supervilão da vida real e assume a nova identidade de Mother-fucker, planejando se vingar de Kick-Ass.
O tutor de Mindy, o policial Marcus, descobre que ela ainda luta contra os malfeitores e a faz prometer desistir e tentar agir como uma garota normal. A namorada de Dave, Katie Deauxma, fica com ciumes dele com Mindy e rompe o namoro, afirmando que também o traíra. Sem a parceria com Mindy, Dave, como Kick-Ass, busca contato com outros super-heróis pela internet e acaba entrando para a Liga Justiça para Sempre, equipe formada pelo ex-mafioso Coronel Estrelas. Além deles, fazem parte da Liga o Batalha Guy (que se revela como o amigo de Dave, Marty), Dr. Gravidade, Insect Man, Night Bitch, e os pais de uma criança desaparecida chamado Tommy.
A equipe trabalha em albergues que fornecem sopas para pobres e patrulhas as ruas até que o Coronel Estrelas a leva para um local onde estão "escravas brancas", mantidas prisioneiras por uma perigosa quadrilha de asiáticos. Outro amigo de Dave, Todd, tenta entrar para a liga como o Ass-Kicker (com as roupas do uniforme de Kick-Ass com as cores invertidas), mas as brincadeiras dos outros o fazem desistir de ser super-herói e, irritado , procura o exército de supervilões mantido por Mother Fucker. Ao saber que Todd conhece a identidade de Kick-Ass, Mother Fucker continua com sua vingança e leva seus aliados a atacarem os amigos e familiares de Dave, até que os dois partam para o sangrento confronto final.

## Elenco
- Aaron Taylor-Johnson...Dave Lizewski / Kick-Ass
- Chloë Grace-Moretz...Mindy Macready / Hit-Girl
- Christopher Mintz-Plasse...Chris D'Amico / Mother Fucker
- Jim Carrey...Coronel Estrelas
- John Leguizamo...Javier Enzo Cilenti
- Claudia Lee...Brooke
- Donald Faison...Doutor Gravidade
- Clark Duke...Marty Eisenberg / Battle Guy
- Augustus Prew...Todd Haynes / Ass-Kicker
- Lyndsy Fonseca...Katie Deauxma
- Garret M.Brown...Sr. Lizewski
- Robert Emms...Homem-Inseto
- Lindy Booth...Night Bitch
- Morris Chestnut...Marcus Williams
- Andy Nyman...Big Joe / Tumor
- Yancy Butler...Angie D'Amico
- Daniel Kaluuya...Morte Negra
- Olga Kurkulina...Mãe Rússia

## Produção

### Desenvolvimento
Em maio de 2012, foi noticiado que uma sequência seria distribuída pela Universal Studios, e que Matthew Vaughn tinha escolhido Jeff Wadlow, que também escreveu o roteiro, para a direção. Mais tarde naquele mês, Aaron Johnson e Chloë Grace Moretz entraram em negociações para reprisarem seus papéis como Kick-Ass e Hit-Girl, respectivamente.
Em julho de 2012, Christopher Mintz-Plasse confirmou que ele retornaria para o projeto interpretando Chris D'Amico, que se torna o super-vilão The Mother Fucker, o principal antagonista do filme. No mesmo mês, foi anunciado que John Leguizamo interpretaria um personagem chamado Javier, um dos guarda-costas de D'Amico.
Em agosto de 2012, foi relatado que Donald Faison faria o papel do super-herói Dr. Gravidade. Também nesse mesmo mês, Yancy Butler foi definida para reprisar seu papel como Angie D'Amico, Robert Emms foi escalado para interpretar Insect Man, um policial que se torna um super-herói, Morris Chestnut foi confirmado para substituir Omari Hardwick como Marcus Williams o tutor de Hit-Girl, que terá uma grande participação no enredo do filme, uma vez que o pai de Hit-Girl que era interpretado por Nicolas Cage faleceu no primeiro filme, Lindy Booth foi confirmada para interpretar Night Bitch, uma super-heroina que procura vingar o assassinato de sua irmã. Andy Nyman foi escalado para interpretar um dos vilões chamado Tumor e Claudia Lee se juntou ao elenco como Brooke, a líder de uma gangue de garotas más da escola.
Em setembro de 2012, Jim Carrey foi confirmado, por conta de tweets entre o diretor Jeff Wadlow e o ator Christopher Mintz-Plasse. O diretor escreveu que faltava alguns dias para iniciar as filmagens e revelara que o ator que iria interpretar o personagem Coronel Estrelas estava confirmado. O ator Chistopher curioso logo lhe perguntou quem iria interpretar o personagem. A resposta veio através de Mark Millar, autor dos quadrinhos Kick-Ass, que revelou ser Carrey. Também em setembro, Enzo Cilenti foi confirmado para aparecer no filme como o ajudante de Javier. Foi confirmado que a fisiculturista Olga Kurkulina iria representar a vilã Mãe Russia. Foi revelado que Clark Duke iria reprisar seu papel como Marty Eisenberg, mas, no novo filme ele se torna o super-herói Battle Guy e que Augustus Prew assumiria o personagem Todd Haynes que era interpretado por Evan Peters, personagem que se torna o super-herói Ass-Kicker.

### Filmagens
A filmagem principal começou em 7 de setembro de 2012, em Mississauga, Canadá. Depois de encerrar as filmagens naquele local no final de setembro, o elenco e a equipe continuaram em Londres, Inglaterra. As filmagens foram concluídas em 23 de novembro de 2012.

### Marketing
Em 13 de março de 2013, a Universal Studios por meio de MTV estadunidense, divulgou o primeiro trailer de Kick-Ass 2. Também apareceu  o primeiro cartaz do filme.

## Controvérsia
Poucos meses antes do filme ser lançado, Jim Carrey retirou apoio ao mesmo abalado pela violência exibida e com o tiroteio na Sandy Hook Elementary School. Carrey escreveu (tradução livre, assim como as citações seguintes): "Eu fiz Kick-Ass um mês antes de Sandy Hook e agora, em sã consciência, não consigo apoiar aquele nível de violência. Minhas desculpas aos outros envolvidos com o filme. Eu não me envergonho mas os recentes eventos mudaram meu coração".
Mark Millar repondeu em fórum oficial, afirmando "Sim, a contagem de corpos é muito alta, mas um filme chamado Kick-Ass 2 ("Chuta-Bunda 2") verdadeiramente deve fazer o que diz" e comparou-o a outros de Quentin Tarantino, Sam Peckinpah, Chan-wook Park e Martin Scorsese. Millar insistiu que o filme se concentra nas consequências da violência ao invés da própria violência.
Moretz também comentou "Isto é um filme. Se acreditar que será contaminado pela ação mostrada, você não poderá assistir Pocahontas porque irá se transformar numa princesa da Disney. Se é tão facilmente influenciável, se assistiu The Silence of the Lambs então eu acho que é um assassino serial. É um filme e é falso, eu o conheço desde criança... e não quis sair por aí tentando matar pessoas e xingar. Esses filmes ensinam você o que não fazer".